# 巨鲸音乐网
巨鲸音乐网是面向中国大陆地区的音乐网站，上线于2006年3月。姚明和“姚之队”负责人章明基共同出资300万美元作为启动资金。巨鲸音乐网提供免费的正版音乐供用户试听与下载。
2009年3月30日，巨鲸音乐网与谷歌中国合作推出谷歌音乐搜索服务。

## 关闭
自2013年4月底开始，巨鲸音乐网进入「网站维护」状态。
2013年9月该网站已无法访问。

## 重启
2014年8月，巨鲸音乐网主页恢复正常。在巨鲸音乐网主页上，可以看到音乐台、票务、原创音乐人等关键词。